# Арман (футбольный клуб)
«Арман» — советский и казахский футбольный клуб из Кентау. Основан не ранее 1963 года.

## Названия
- 1963—1969 — «Металлург»;
- 1990—1992 — «Горняк».

## Достижения
- В чемпионате СССР — 15-е место в зональном турнире РСФСР класса «Б» — 1968 год.
- В чемпионате Казахстана — 22-е место в высшей лиге Казахстана — 1992 год.

## Игроки клуба
Полный список игроков ФК «Арман», о которых есть статьи в Википедии, см. тут.